# Giovanni Peruzzini

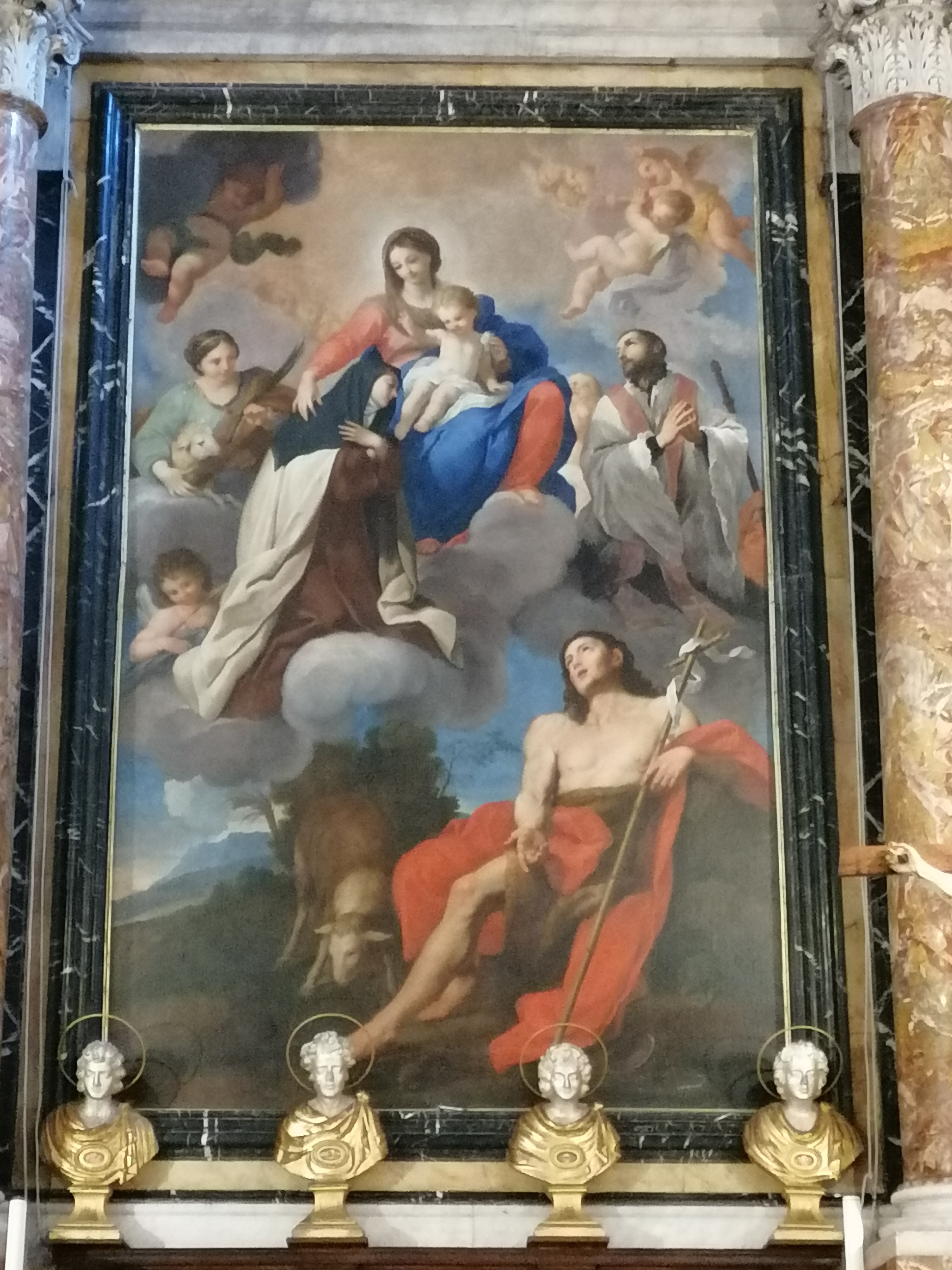
Madonna in Gloria col Bambino e i Santi Agnese, Teresa d'Avila, Francesco Saverio e Giovanni Battista, Chiesa di San Giovanni Battista a Jesi

Giovanni Peruzzini detto l'Anconetano (Urbania, 1629 ?  – Milano, 1694) è stato un pittore italiano del barocco.

## Biografia
Giovanni  Peruzzini, Paolo  Peruzzini ed Anton Francesco Peruzzini, tra  loro  fratelli, nacquero da Domenico Peruzzini.
Iniziò la sua carriera al seguito del padre e, presto, si trasferì con la famiglia ad Ancona.
Divenne allievo di Simone Cantarini a Roma, e negli anni 1660-80 viaggiò molto fra Ancona, Pesaro, Modena e Roma.
Fra il 1662 e il 1663 realizzò le pale, perdute, Sant'Edoardo III re d’Inghilterra e Santo Stefano re d’Ungheria e alcuni riquadri della volta, per la Chiesa di Sant'Agostino a Modena.
Ritornato ad Ancona, dipinse nel 1664 gli affreschi delle lunette dello scomparso Chiostro di San Francesco ad Alto.
Ad Ancona dipinse una Decollazione di San Giovanni per lo Spedale di Santa Teresa e una per quello dei Carmelitani.
Negli anni 1670 è ancora attivo a Modena, dove dipinse un San Filippo Neri per la chiesa di San Carlo.
Dal 1675 al 1678 venne invitato a Torino, sotto la protezione del marchese Francesco Carron di San Tommaso, ministro di casa Savoia, che lo introdusse a corte. Ebbe da subito svariati incarichi e ricevette in premio il titolo di cavaliere dell'Ordine dei Santi Maurizio e Lazzaro.
Verso il 1680 visse per qualche tempo a Bologna, dove dipinse una Discesa dello Spirito Santo per la Chiesa dei Santi Vitale e Agricola in Arena e una Santa Cecilia per la cantoria dell'Oratorio di Santa Cecilia. Dipinse anche degli episodi delle Storie della vita di san Filippo Benizzi nelle lunette del portico della Basilica di Santa Maria dei Servi, fra cui si conserva ancora oggi quella dell'L’incendio smorzato, affresco staccato conservato nella caserma L. Manara.
Di nuovo a Roma, nel 1687 vi dipinse la grande tela a olio della Madonna in Gloria col Bambino e i Santi Agnese, Teresa d'Avila, Francesco Saverio e Giovanni Battista, acquistata nello stesso anno dal cardinale Alderano Cybo, già vescovo di Jesi ed eletto segretario di Stato di papa Innocenzo XI, per la Chiesa di San Giovanni Battista a Jesi.
Morì a Milano ed i suoi figli, Paolo e Domenico Peruzzini, furono anche loro pittori.

## Opere
- Ercole e Onfale, verso 1660, Musei civici, Pesaro
- Sant'Edoardo III re d’Inghilterra, 1662-63, Chiesa di Sant'Agostino, Modena (Perduta)
- Santo Stefano re d’Ungheria, 1662-63, Chiesa di Sant'Agostino, Modena (Perduta)
- Lunette del Chiostro, 1664, Convento di San Francesco ad Alto, Ancona (Distrutto)
- Decollazione di san Giovanni Battista, 1664, Spedale di Santa Teresa (Distrutto)
- Traslazione della Santa Casa di Loreto, 1673, Chiesa di San Salvatore in Lauro, Roma
- San Pio V che libera un’ossessa, 1673, Collegio Ghislieri, Pavia
- San Filippo Neri, primi anni 1670, chiesa di San Carlo, Modena
- Immacolata con i santi Francesco di Paola, Francesco d’Assisi e Francesco di Sales, 1676, Chiesa di San Francesco da Paola, Torino
- San Giovanni della Croce, 1676, Chiesa di Santa Teresa, Torino
- Martirio di san Lorenzo (Perduto), 1677, Real chiesa di San Lorenzo, Torino
- Discesa dello Spirito Santo, 1680 circa, Chiesa dei Santi Vitale e Agricola in Arena, Bologna
- Santa Cecilia, 1680 circa, Oratorio di Santa Cecilia, Bologna
- Storie della vita di san Filippo Benizzi, 1680 circa, Portico dei Servi, Bologna
- Ritratto del conte Marcantonio Ranuzzi, 1686, Bologna
- Cena in Emmaus, 1690 circa, Milano
- Chiamata di Pietro e Andrea, 1690 circa, Chiesa di Sant'Agata, Moltrasio
- Storie dei santi Gusmeo e Matteo, 1690 circa, chiesa dei Santi Gusmeo e Matteo, Gravedona